# Alice Reilly
Pour les articles homonymes, voir Reilly (homonymie).
 (mai 2020).
Alice Reilly (1702/1703 - 19 avril 1778) est un imprimeuse et une éditrice irlandaise.

## Biographie
Alice Reilly est née Alice Abbot en 1702 ou 1703. Elle épouse l'imprimeur et éditeur Richard Reilly le 10 octobre 1733 et, après sa mort en juillet 1741, reprend son entreprise. Elle paye des frais de quart à la guilde des imprimeurs, la guilde de St Luc l'évangéliste, mais ne peut pas être membre à part entière car elle est une femme. De 1741 à 1762, elle est locataire à la Guild in Stationers Hall, Skinner Row, un bâtiment démoli dans le cadre de la Wide Streets Commission en juin 1762. Elle opère ensuite de Temple Bar de 1763 à 1767. Ayant créé une entreprise important et prospère, elle est hébergée dans les locaux de la guilde et elle embauche des apprentis reconnus par la guilde, dont son neveu John Abbott Husband. En 1776, elle est répertoriée comme ayant six apprentis et sept compagnons,,. 
Elle publie la Dublin News-Letter, renommée L'Oracle par son mari. Elle la co-publie avec Edward Exshaw de 1741 à 1744. Avec Exshaw, Reilly est désignée par la Dublin Society comme imprimeurs officiels le 24 mars 1743, selon des conditions que le mari de Reilly avait acceptées. La Dublin News-Letter est en fait la publication de la Société et contient leurs avis et transactions, ce qui garantit à Reilly un revenu régulier, avec 500 numéros imprimés deux fois par semaine. Elle publie également une gamme de livres, produits pour Exshaw et d'autres, ainsi que des catalogues de livres en 1775 et 1760. 
Reilly commence à publier le Dublin Courant en avril 1744, puis à le vendre à Oliver Nelson en septembre 1745. Reilly est l'un des nombreux imprimeurs et papetiers de Dublin qui écrivent pour protester contre les personnes participant à leur commerce sans licence en 1766, mais cela ne résout pas la situation. 
Reilly meurt à Dublin le 19 avril 1778, après avoir pris sa retraite vers 1767,,. 